# Rainville
Pour les articles homonymes, voir Rainville (homonymie).
Rainville est une commune française située dans le département des Vosges en région Grand Est.
Ses habitants sont appelés les Rainvillois.

## Géographie

### Localisation

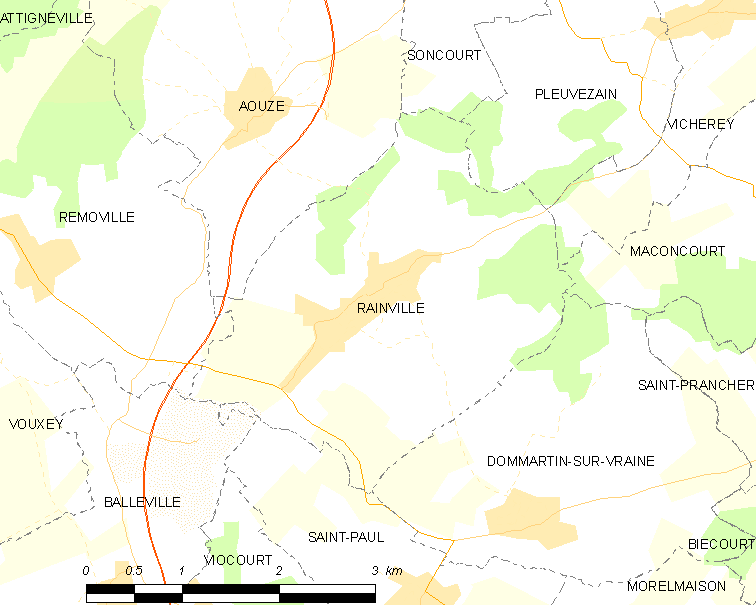
Commune de Rainville

La commune est située à 20 km à l'est, par la route, de Neufchâteau, chef-lieu d'arrondissement et sous-préfecture des Vosges, et à environ 58 km à l'ouest d'Épinal, préfecture des Vosges. Le Massif des Vosges s'élève à environ 70 km à vol d'oiseau de la commune, la mer la plus proche est la Manche à environ 380 km.

### Géologie et relief
La commune se compose de 71,35 hectares de territoires artificialisés (8,25 %), 632,49 hectares de territoires agricoles (73,12 %) et 1 160,87 hectares de forêts et milieux semi-naturels (18,60 %).
Le village de Rainville est situé de part et d'autre d'un petit ruisseau nommé le ruisseau de Rainville. Il s'écoule du Nord vers le Sud et rejoint la Vraine qui délimite la frontière Sud du territoire communal. Rainville est entouré de quatre collines dont la plus haute, nommée Saint Jean, culmine à 491 m. Une petite chapelle est construite aux deux tiers de sa hauteur. Il y a peu de zones boisées à Rainville, tout au plus quelques bois le long des limites de la commune, nommés la Saussieulle au Nord et la Roppe à l'Est.
| Aouze      | Soncourt   | Pleuvezain           |
| Removille  | Rainville  | Manoncourt           |
| Balleville | Saint-Paul | Dommartin-sur-Vraine |

### Hydrographie et les eaux souterraines
Hydrogéologie et climatologie : Système d’information pour la gestion des eaux souterraines du bassin Rhin-Meuse :
Territoire communal : Occupation du sol (Corinne Land Cover); Cours d'eau (BD Carthage),
Géologie : Carte géologique; Coupes géologiques et techniques,
 Hydrogéologie : Masses d'eau souterraine; BD Lisa; Cartes piézométriques.
La commune est située dans le bassin versant de la Meuse au sein du bassin Rhin-Meuse. Elle est drainée par la ruisseau la Vraine, le ruisseau d'Aouze, le ruisseau de Chanot-Fontaine et le ruisseau de Rainville,.
La Vraine, d'une longueur totale de 22,9 km, prend sa source dans la commune de Domjulien et se jette dans le Vair à Removille, face à Vouxey, après avoir traversé dix communes.

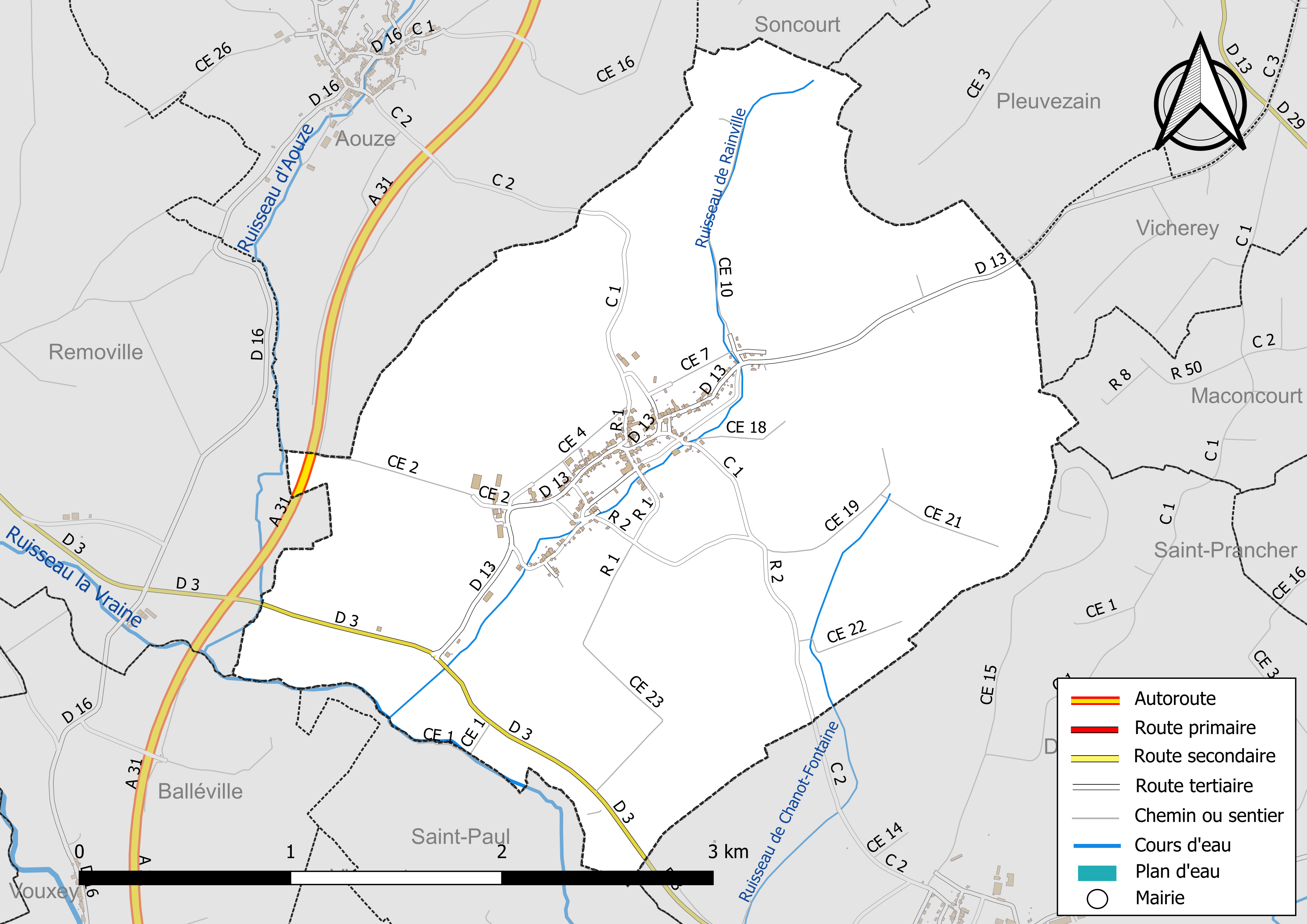
Réseaux hydrographique et routier de Rainville.

La qualité des eaux de baignade et des cours d’eau peut être consultée sur un site dédié géré par les agences de l’eau et l’Agence française pour la biodiversité.

### Climat
Pour des articles plus généraux, voir Climat du Grand Est et Climat des Vosges.
En 2010, le climat de la commune est de type climat de montagne, selon une étude du Centre national de la recherche scientifique s'appuyant sur une série de données couvrant la période 1971-2000. En 2020, Météo-France publie une typologie des climats de la France métropolitaine dans laquelle la commune est exposée à un climat océanique altéré et est dans la région climatique  Lorraine, plateau de Langres, Morvan, caractérisée par un hiver rude (1,5 °C), des vents modérés et des brouillards fréquents en automne et hiver.
Pour la période 1971-2000, la température annuelle moyenne est de 9,6 °C, avec une amplitude thermique annuelle de 16,7 °C. Le cumul annuel moyen de précipitations est de 912 mm, avec 13,2 jours de précipitations en janvier et 9,5 jours en juillet. Pour la période 1991-2020, la température moyenne annuelle observée sur la station météorologique de Météo-France la plus proche, « Rollainville », sur la commune de Rollainville à 11 km à vol d'oiseau, est de 10,3 °C et le cumul annuel moyen de précipitations est de 860,3 mm. 
La température maximale relevée sur cette station est de 39,6 °C, atteinte le 25 juillet 2019 ; la température minimale est de −18,2 °C, atteinte le 20 décembre 2009,,.
Les paramètres climatiques de la commune ont été estimés pour le milieu du siècle (2041-2070) selon différents scénarios d'émission de gaz à effet de serre à partir des nouvelles projections climatiques de référence DRIAS-2020. Ils sont consultables sur un site dédié publié par Météo-France en novembre 2022.

## Urbanisme

### Typologie
Au 1er janvier 2024, Rainville est catégorisée commune rurale à habitat dispersé, selon la nouvelle grille communale de densité à sept niveaux définie par l'Insee en 2022.
Elle est située hors unité urbaine. Par ailleurs la commune fait partie de l'aire d'attraction de Neufchâteau, dont elle est une commune de la couronne,. Cette aire, qui regroupe 72 communes, est catégorisée dans les aires de moins de 50 000 habitants,.

### Occupation des sols
L'occupation des sols de la commune, telle qu'elle ressort de la base de données européenne d’occupation biophysique des sols Corine Land Cover (CLC), est marquée par l'importance des territoires agricoles (73,5 % en 2018), une proportion sensiblement équivalente à celle de 1990 (74,3 %). La répartition détaillée en 2018 est la suivante : 
prairies (55,8 %), forêts (18,3 %), terres arables (17,6 %), zones urbanisées (8,2 %), zones agricoles hétérogènes (0,1 %). L'évolution de l’occupation des sols de la commune et de ses infrastructures peut être observée sur les différentes représentations cartographiques du territoire : la carte de Cassini (XVIIIe siècle), la carte d'état-major (1820-1866) et les cartes ou photos aériennes de l'IGN pour la période actuelle (1950 à aujourd'hui).

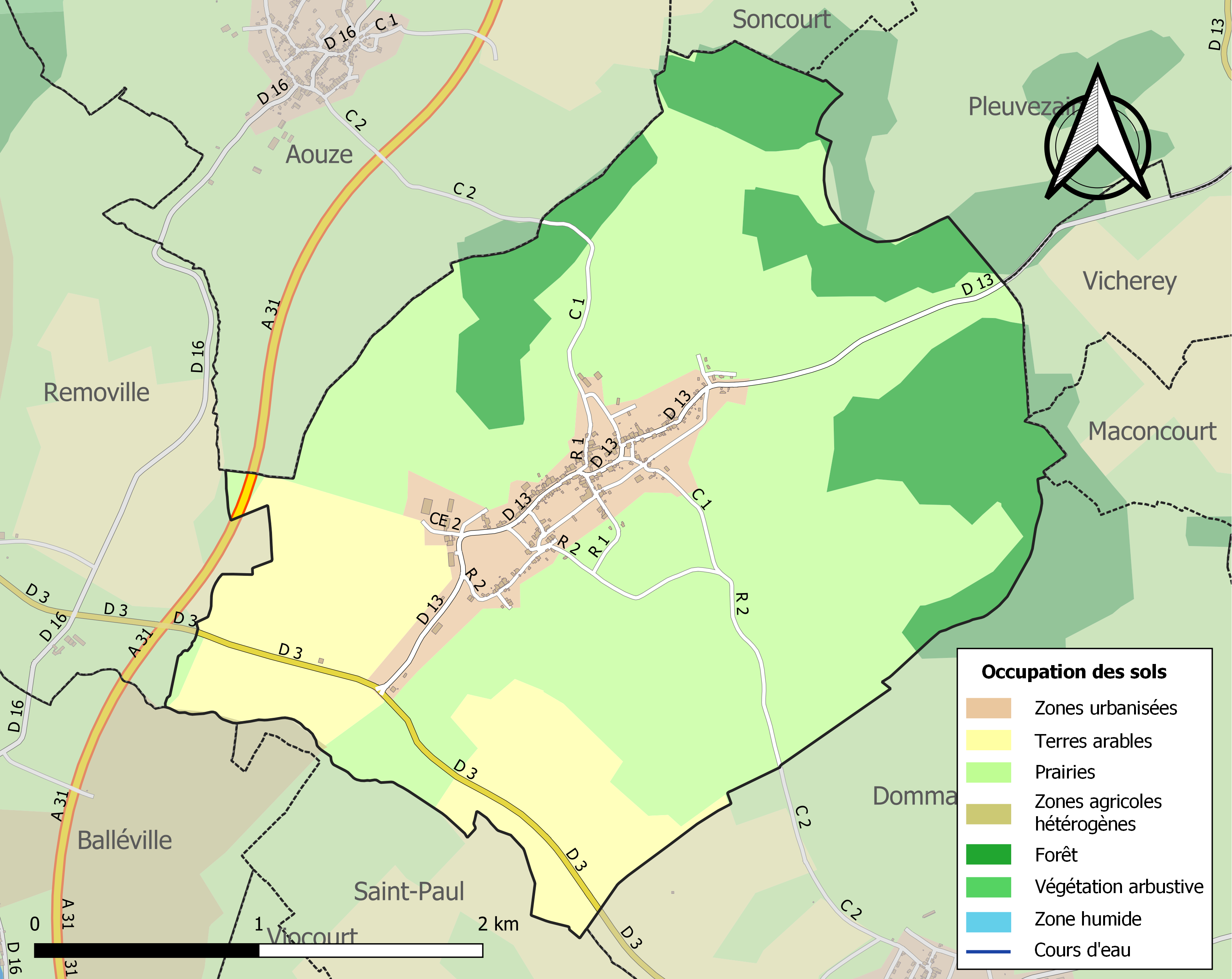
Carte des infrastructures et de l'occupation des sols de la commune en 2018 (CLC).

### Voies de communications et transports

#### Voies routières
- A31 (aussi appelée autoroute de Lorraine-Bourgogne). Échangeurs Châtenois, Bulgnéville, Colombey-les-Belles.

#### Transports en commun
- Fluo Grand Est.

#### Lignes SNCF

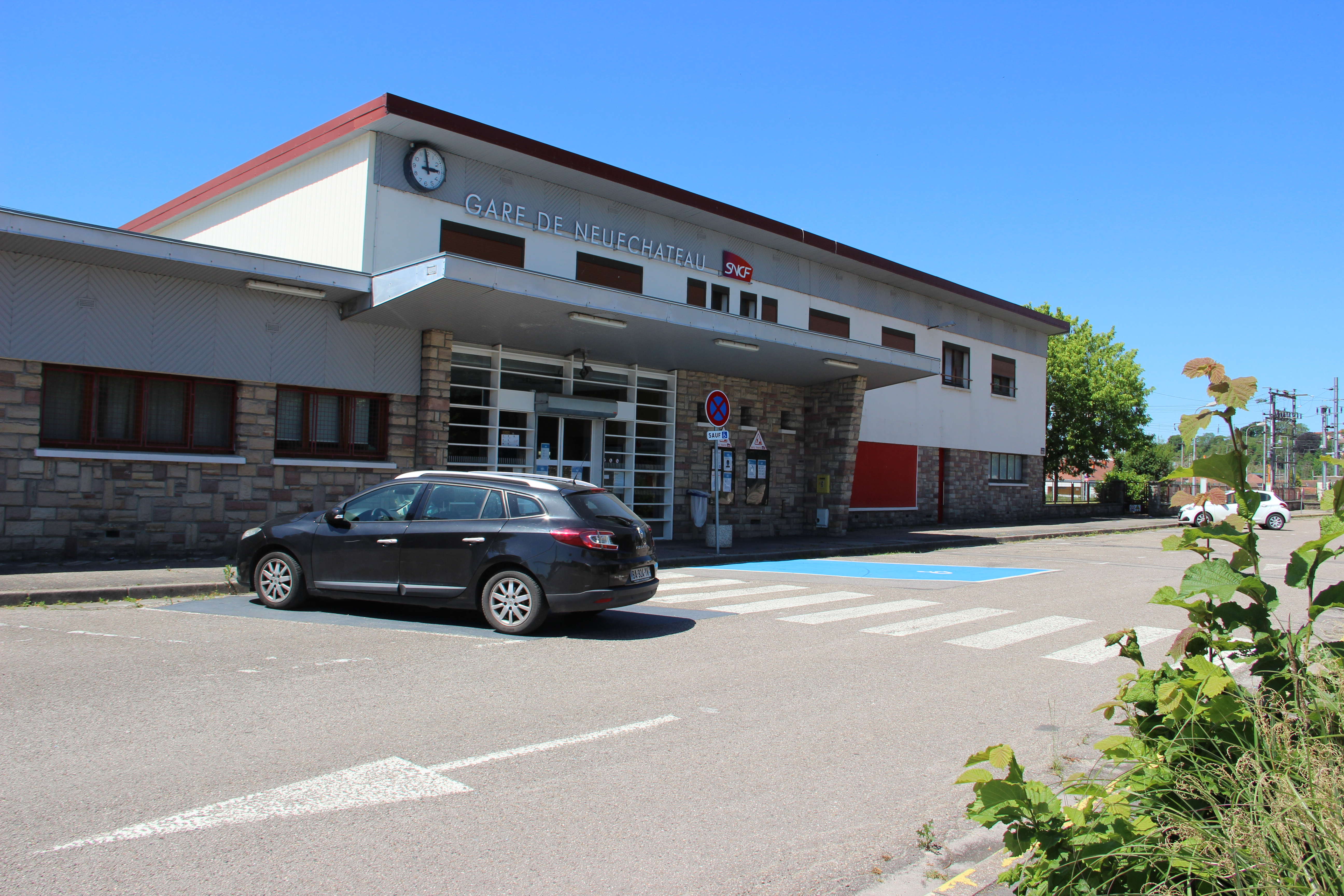
Gare de Neufchâteau.

- Gare de Neufchâteau
- Gare de Contrexéville
- Gare de Vittel
- Gare de Merrey

#### Transports aériens
- L'Aéroport d'Épinal-Mirecourt « Vosges Aéroport ».

À partir de l'été 2021, l’aéroport d’Épinal-Mirecourt est devenu le "pélicandrome" de la Zone Est et servira ainsi de base de ravitaillement et d’intervention pour les avions bombardiers d’eau connus sous le nom de Dash 8.
- Aéroport de Nancy-Essey.

## Toponymie
Le nom de la localité est attesté sous les formes ? Tertiam partem Radalli villæ (1044) ; A. de Ratanevilla, Redinevilla (XIe siècle) ; Ramovilla (XIe siècle) ; Rainville (1179) ; Nicholaus de Riniville (1195) ; Letoldus de Rinvilla (XIIe siècle) ; Rienvile (1264) ; Nicholaus miles de Rainville (1283) ; Rainville la Grange (XIIIe siècle) ; Raville (1297) ; Reinville (1354) ; Reinvilla, Rienvilla (1402) ; Jannette de Rinville (1408) ; Ranville (1459).

« Maison de la limite » ; rain, un mot du vieux français signifiant « lisière » et rand « limite, lisière », en allemand.

## Histoire
Le premier témoignage écrit, attestant l'existence de Rainville date de 1044.
Les seigneurs de Rainville étaient le duc de Lorraine, l'Abesse de l'Étanche et le baron de Dommartin (sur-Vraine).
L'église a été construite en 1790.

## Lieux et monuments

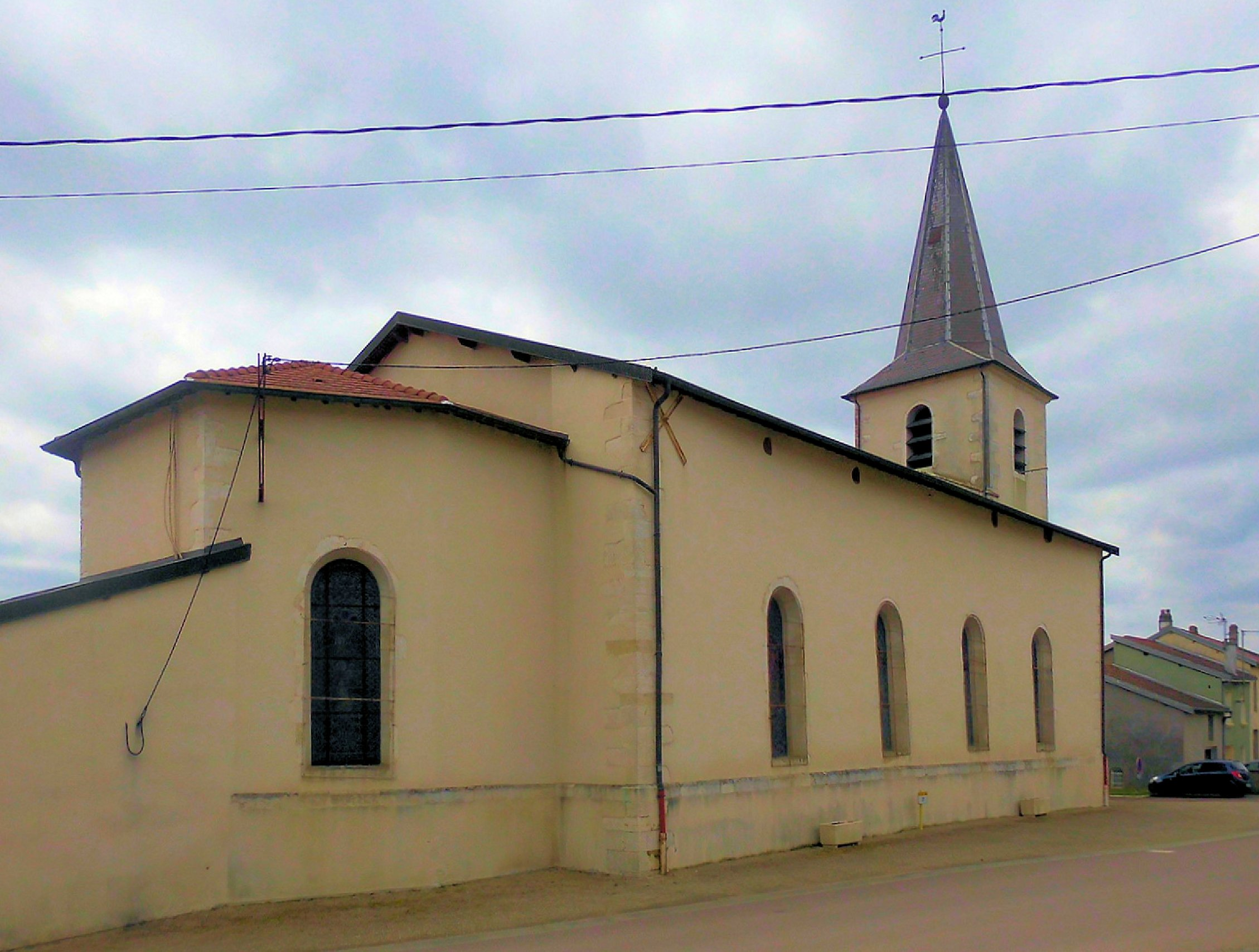
Église Saint-Marcel.
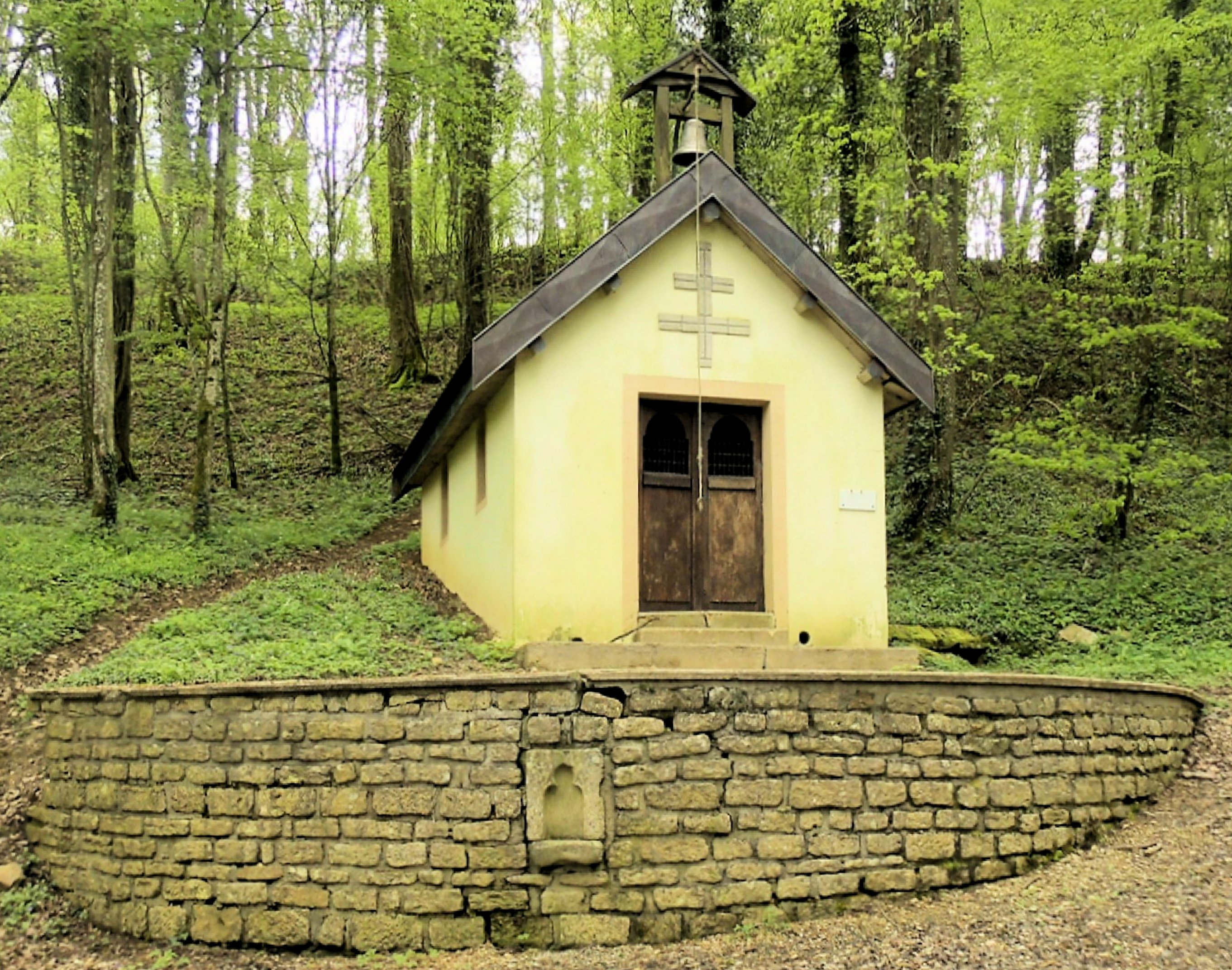
La chapelle Saint-Jean.
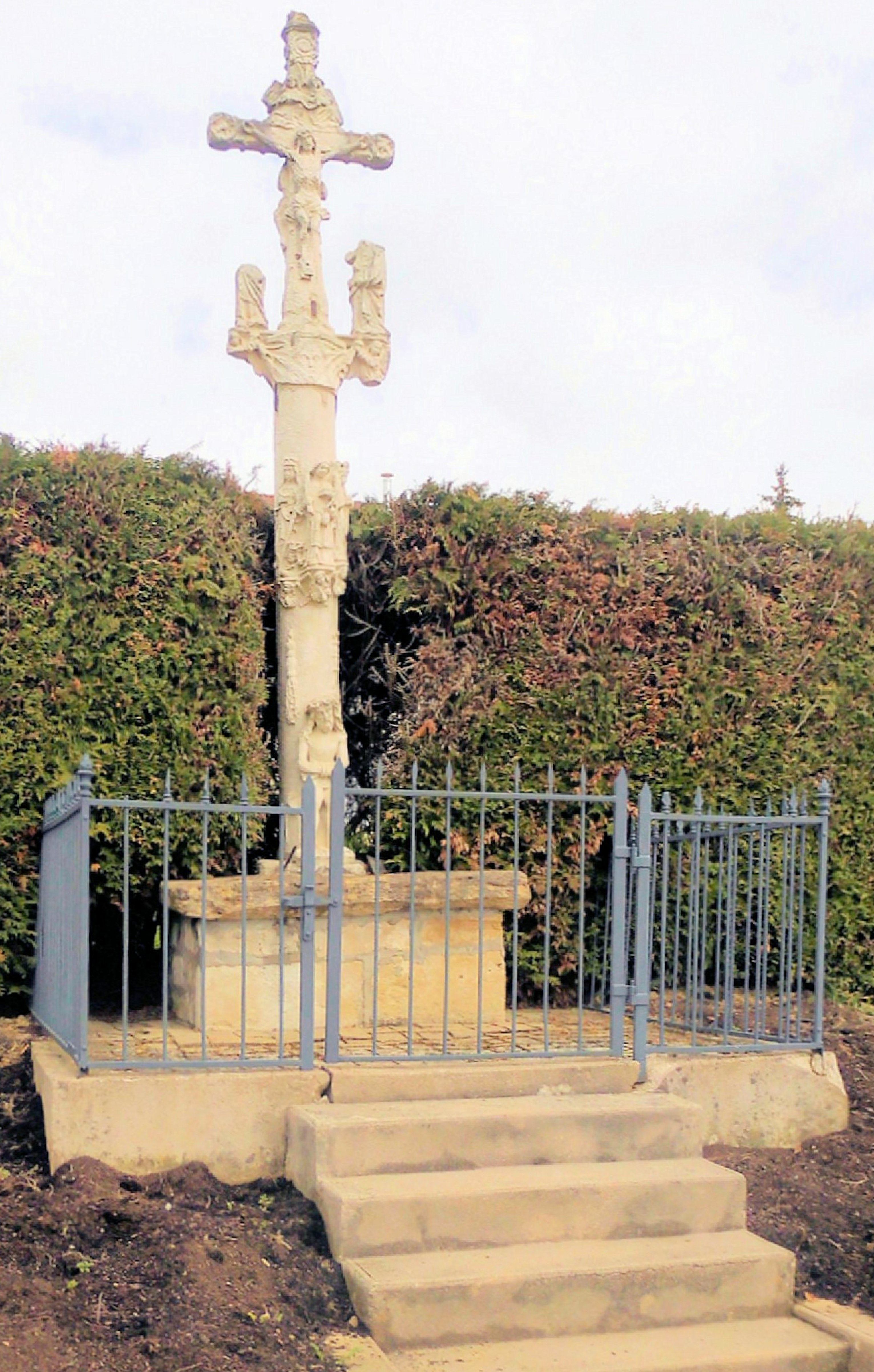
Calvaire.
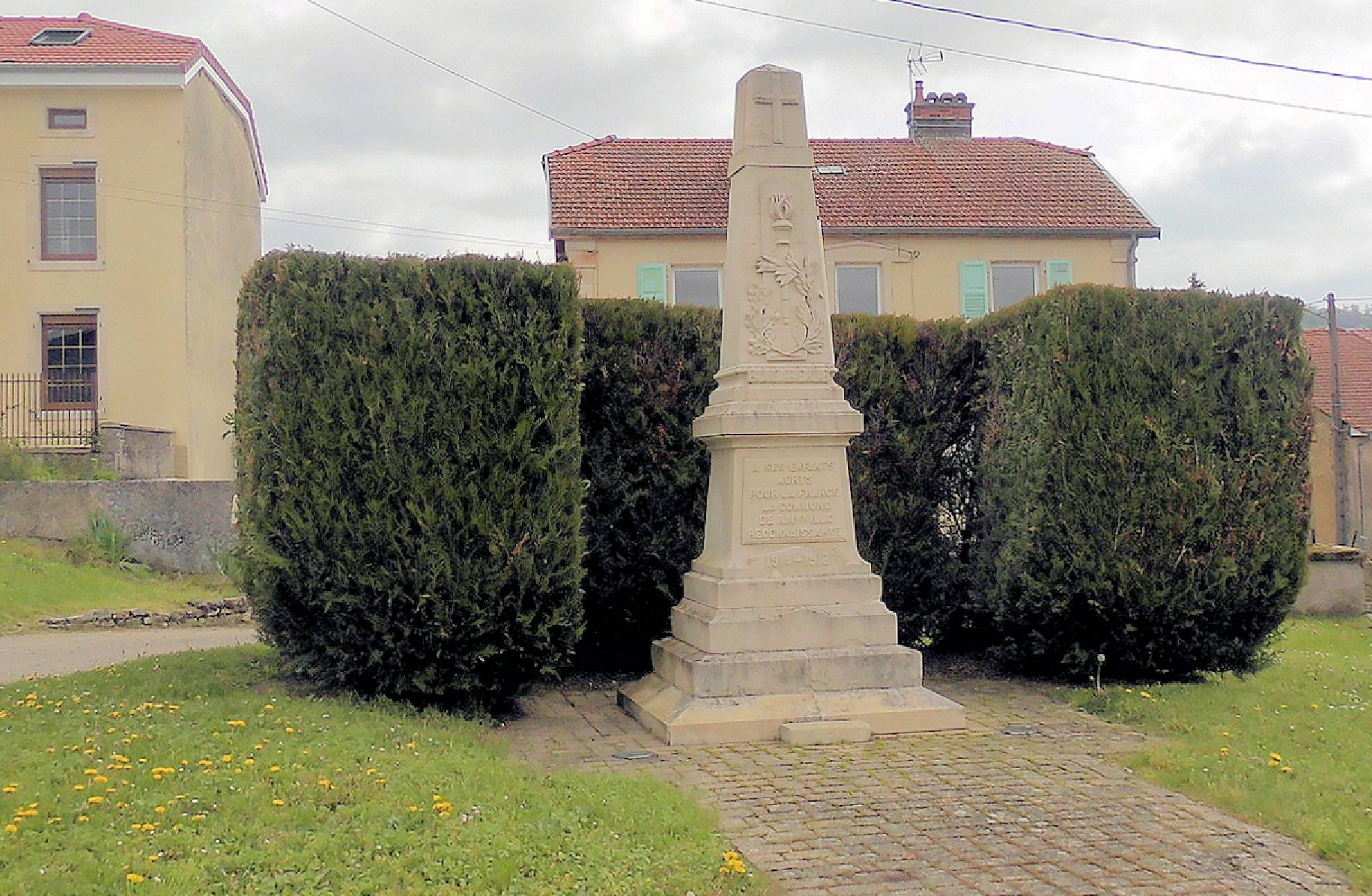
Monument aux morts.

- L'église Saint-Marcel[22] :

Patrimoine mobilier :
* statue : Vierge à l'Enfant
* statue : Saint Jean-Baptiste.
* statue Sainte Barbe.
* statue : Sainte Anne
* statue Saint Nicolas.
* statue Saint Antoine.
* et sa cloche de 1778.
- Chapelle Saint-Jean. Le bâtiment actuel est du XXe siècle et remplace une ancienne chapelle[30]. Le mobilier ancien se trouve aujourd'hui dans l'église.
- Croix-calvaire du cimetière[31].
- Grand calvaire qui vient de la chapelle de Bon-Repos entre Rainville et Removille[32].
- Ancien presbytère.
- Patrimoine rural recensé par le service régional de l'Inventaire général du patrimoine culturel[33].
- Monuments aux morts[34],[35],[36].

## Politique et administration

### Budget et fiscalité 2023

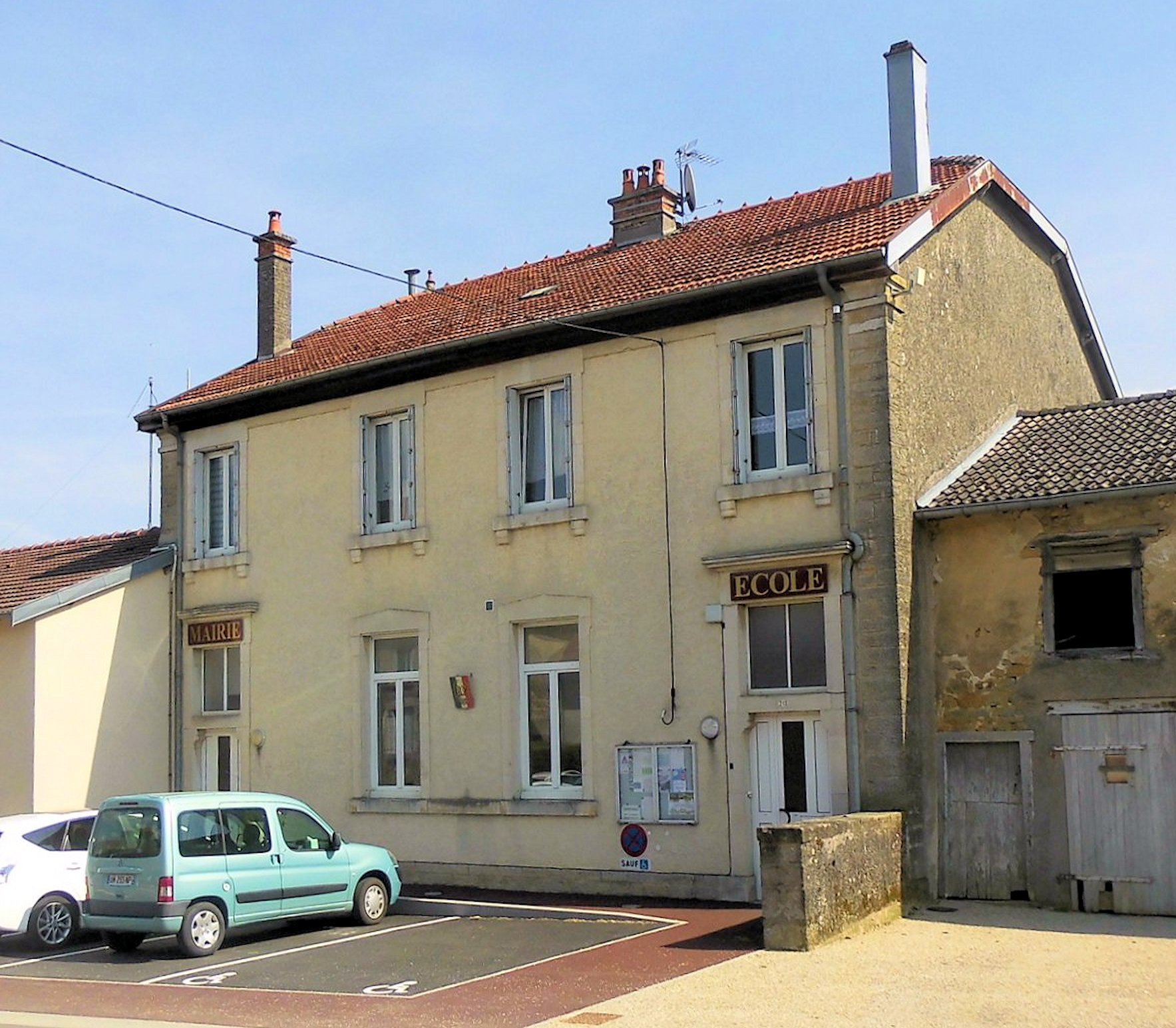
La mairie.

En 2023, le budget de la commune était constitué ainsi :
- total des produits de fonctionnement : 326 000 €, soit 1 107 € par habitant ;
- total des charges de fonctionnement : 262 000 €, soit 891 € par habitant ;
- total des ressources d'investissement : 67 000 €, soit 229 € par habitant ;
- total des emplois d'investissement : 93 000 €, soit 318 € par habitant ;
- endettement : 340 000 €, soit 1 158 € par habitant.

Avec les taux de fiscalité suivants :
- taxe d'habitation : 25,14 % ;
- taxe foncière sur les propriétés bâties : 36,22 % ;
- taxe foncière sur les propriétés non bâties : 23,51 % ;
- taxe additionnelle à la taxe foncière sur les propriétés non bâties : 0,00 % ;
- cotisation foncière des entreprises : 0,00 %.

Chiffres clés Revenus et pauvreté des ménages en 2021 : médiane en 2021 du revenu disponible, par unité de consommation : 22 610 €.

## Économie

### Entreprises et commerces

#### Commerces
- Commerces et services de proximité[39].

### Liste des maires
| Période                                  | Période                    | Identité        | Étiquette | Qualité                              |
| ---------------------------------------- | -------------------------- | --------------- | --------- | ------------------------------------ |
| Les données manquantes sont à compléter. |                            |                 |           |                                      |
| mars 2001                                | En cours (au 25 août 2020) | Patrice Noviant |           | Responsable production et logistique |

## Population et société

### Démographie

#### Évolution démographique
L'évolution du nombre d'habitants est connue à travers les recensements de la population effectués dans la commune depuis 1793. Pour les communes de moins de 10 000 habitants, une enquête de recensement portant sur toute la population est réalisée tous les cinq ans, les populations de référence des années intermédiaires étant quant à elles estimées par interpolation ou extrapolation. Pour la commune, le premier recensement exhaustif entrant dans le cadre du nouveau dispositif a été réalisé en 2004.

En 2022, la commune comptait 274 habitants, en évolution de −1,44 % par rapport à 2016 (Vosges : −2,96 %, France hors Mayotte : +2,11 %).
| 1793 | 1800 | 1806 | 1821 | 1831 | 1836 | 1841 | 1846 | 1856 |
| ---- | ---- | ---- | ---- | ---- | ---- | ---- | ---- | ---- |
| 523  | 404  | 571  | 626  | 695  | 698  | 702  | 711  | 574  |

| 1861 | 1866 | 1876 | 1881 | 1886 | 1891 | 1896 | 1901 | 1906 |
| ---- | ---- | ---- | ---- | ---- | ---- | ---- | ---- | ---- |
| 605  | 593  | 543  | 509  | 477  | 457  | 414  | 389  | 334  |

| 1911 | 1921 | 1926 | 1931 | 1936 | 1946 | 1954 | 1962 | 1968 |
| ---- | ---- | ---- | ---- | ---- | ---- | ---- | ---- | ---- |
| 336  | 258  | 262  | 243  | 244  | 233  | 273  | 323  | 350  |

| 1975 | 1982 | 1990 | 1999 | 2004 | 2006 | 2009 | 2014 | 2019 |
| ---- | ---- | ---- | ---- | ---- | ---- | ---- | ---- | ---- |
| 388  | 368  | 308  | 274  | 256  | 265  | 284  | 275  | 279  |

| 2022 | - | - | - | - | - | - | - | - |
| ---- | - | - | - | - | - | - | - | - |
| 274  | - | - | - | - | - | - | - | - |

### Enseignement
Établissements d'enseignements :
- Écoles maternelles et primaires à Rainville, Pleuvezain, Gironcourt-sur-Vraine, Houécourt, La Neuveville-sous-Châtenois, Châtenois.
- Collèges à Châtenois, Neufchâteau, Mandres-sur-Vair, Vittel.
- Lycées à Neufchâteau, Mandres-sur-Vair, Mirecourt.

### Santé
Professionnels et établissements de santé :
- Médecins à Vicherey, Gironcourt-sur-Vraine, Châtenois, Neufchâteau, Bulgnéville.
- Pharmacies à Vicherey, Gironcourt-sur-Vraine, Châtenois, Neufchâteau, Bulgnéville, Vittel, Remoncourt, Contrexéville.
- Hôpitaux à Neufchâteau, Vittel, Mirecourt, Mattaincourt.

### Cultes
- Culte catholique, Paroisse Saint-Pierre-Fourier[47], Diocèse de Saint-Dié.

### Héraldique
| Blason de Rainville | Blason  | D'or à une grenouille de profil de sinople allumée du champ ; au chef de gueules chargé d'un alérion d'argent accosté à dextre d'un crosseron contourné d'or équipé de son sudarium d'argent et senestré d'une cloche d'or. |
| Blason de Rainville | Détails | La grenouille de sinople (verte) est une rainette, elle constitue une arme parlante homonyme pour le toponyme Rainville Rainovilla en 950, en latin Ranarum Villae selon la monographie de Mr DRUAUX en 1889. Selon Dauzat, Rainovilla serait lié au germain Radi ou Rada. La cloche représente les 3 cloches de l'église vouée à Saint Marcel construite en 1790 et celle de la chapelle Saint Jean Baptiste érigé à 2 km à l'Est du village en haut du versant d'une colline jadis sur le site d'un pèlerinage puis de fêtes villageoises. Il demeure un point de vue remarquable sur le finage. L'alérion sur le chef de gueules (rouge) rappelle que sous l'ancien régime Rainville était situé dans la province royale de Lorraine ; le village avait pour coseigneur l'abbesse de l'Étanche de Rollainville illustrée par le crosseron. Les épis de blé soulignent le caractère agricole du village, les rameaux sont ceux des hêtres et des autres arbres des forêts environnantes ainsi que ceux des vergers, les mirabelliers en particulier. Création Robert, André LOUIS, adoptées par la commune le 27 septembre 2021, monsieur Patrice NOVIANT étant maire. |

## Personnalités liées à la commune
- Médaillés de Sainte-Hélène[49].

## Pour approfondir